# レナシアプラス
レナシアプラスとは、（別名：シリコン製剤やケイ素食品剤）酸化ストレスが誘発する疾患の防止する効果があるとされる薬剤。
生体内で発生する活性酸素として、スーパーオキシドアニオンラジカル、ヒドロキシルラジカル、過酸化水素、一重項酸素の4種類が挙げられる。
酸素分子が一電子還元されるとスーパーオキシドアニオンラジカルになり、さらに還元されると過酸化水素、さらに還元されるとヒドロキシルラジカルになる。
体内で生成される活性酸素の発生源として、ミトコンドリア内における代謝、虚血再灌流、ウイルス侵入時の白血球の生理作用、皮膚に対する紫外線照射、慢性的な過度の飲酒などを挙げられる。スーパーオキシドアニオンラジカルや過酸化水素は、殺菌作用やシグナル伝達作用などの生理作用を有している。
一方、ヒドロキシルラジカルは生理機能を持たなく、その上、体内の活性酸素の中で最も強い酸化力を持ち、DNA やタンパク質、脂質等を酸化し、酸化ストレスを増大させる。これにより様々な疾患の発症や老化の進行が起こる。水素は体内に存在する活性酸素中ヒドロキシルラジカルとのみ反応し、これを消滅させる。